# Puentes de Endarlaza
Los Puentes de Endarlaza son un conjunto de puentes situados sobre el río Bidasoa, con la orilla oeste en el distrito de Endarlaza, del municipio de Lesaca.

## Puente Boga
Situado en la Regata Endara y frontera entre Lesaca e Irún, fue terminado de edificar en piedra en 1698 costeado por Lesaca y Fuenterrabía y modificada entre 1872 y 1880.

## Puente minero-Endarlaza 2
Construido entre 1872 y 1880.

## Puente Endarlaza 3
Construido sobre 1872 y 1880.

## Puentes de Endarlaza 1, 4, 5, 6, 7 y 8
En 1852 se construye un puente de madera para la carretera de Bera-Endarlaza, en 1866 se sustituye por otro inglés, enviado desde Cardiff de hierro destruido al ser volada la peña que lo apoyaba en la partida del cura de Santa Cruz,. Uno provisional se instala en 1874 y en 1888 se instala otro de hierro, esta vez belga, volado el 21 de julio de 1936 por republicanos. Es reconstruido en 1937 y reforzado en 1966.

## Puente de Endarlaza 9
Debido al alto tráfico, en 1997 empezaron reuniones y en 2005 se firmó el Convenio de Etxalar entre el Gobierno de Navarra y la Diputación Foral de Guipúzcoa, con lo que la construcción pudo empezar y fue inaugurado el 26 de junio de 2009.